# Skins (álbum)
Skins (estilizado como SKINS) é o terceiro álbum de estúdio do rapper americano XXXTentacion, lançado em 7 de dezembro de 2018. Esse é um dos projetos que XXXTentacion estava trabalhando antes da sua morte, e foi lançado postumamente. O single principal "Bad" foi lançado em 9 de novembro de 2018.
O tema do álbum mostra XXXTentacion falando sobre desgosto e turbulência mental, tendo influências de Lo-Fi, Nu metal, Screamo, Punk rock entre outros gêneros. Apesar de ter sido vazado três dias antes da data de lançamento oficial , Skins foi um sucesso comercial, estreando no número um na Billboard dos EUA , tornando-se o segundo álbum número um do XXXTentacion nos EUA.

## Antecedentes
Após o lançamento do EP "A Ghetto Christmas Carol" em dezembro de 2017, XXXTentacion anunciou que estava preparando três novos álbuns e, finalmente, anunciou os títulos dos álbuns como "Bad Vibes Forever", "Skins" e "?". O segundo álbum de estúdio do XXXTentacion "?" foi lançado em março de 2018. XXXTentacion foi assassinado em junho de 2018 antes que os álbuns "Bad Vibes Forever" e "Skins" pudessem ser lançados.
Foi postado temporariamente no Instagram do XXXTentacion, após sua morte, que o álbum seria "super curto. Literalmente vai demorar um minuto", mas várias publicações relataram que o álbum pode aparecer de forma inacabada. Alguns dos detalhes sobre o álbum foram mostrados quando um link no iTunes Store ficou ativo por um período de tempo em 7 de novembro, antes de ser retirado; a página mostrou que o álbum tinha 10 faixas e teve um total de 17 minutos. A página foi restabelecida posteriormente. O único título da faixa exibido é o de "Bad". DJ Scheme, o DJ oficial do XXXTentacion, afirmou que Skins não seria o último lançamento póstumo do XXXTentacion.
Em setembro de 2018, o rapper americano e produtor Kanye West fez uma prévia privada de uma música de seu próximo álbum Yandhi, que apresentava vocais póstumos de XXXTENTACION.  Em 23 de novembro de 2018, um trecho de uma música de XXXTentacion intitulada "One Minute" que apresentava Kanye foi vazada. "One Minute" foi posteriormente confirmada quando a lista oficial de músicas foi anunciada em 3 de dezembro de 2018.

## Desempenho Comercial
Skins estreou no número um na Billboard 200, sendo segundo álbum número um de XXXTentacion nos EUA.  O álbum teve cerca de um bilhão e meio de reproduções no Spotify, sendo o seu sexto álbum mais escutado na plataforma.  No dia 13 de novembro de 2019, o álbum recebeu certificação de ouro pela RIAA, após ultrapassar a marca de 500 mil unidades vendidas. 
Ele ficou no Billboard 200 dos EUA por 18 semanas antes de deixar o gráfico.

## Faixas
Créditos adaptados do YouTube Music.
| N.º | Título                   | Compositor(es)                                  | Produtor(es)            | Duração |  |
| 1.  | "Introduction"           | Jahseh Onfroy                                   | XXXTentacion            | 0:31    |  |
| 2.  | "Guardian Angel"         | Onfroy Ciara Simms                              | Potsu XXXTentacion      | 1:48    |  |
| 3.  | "Train Food"             | Onfroy John Cunningham                          | Cunningham XXXTentacion | 2:44    |  |
| 4.  | "Whoa (Mind in Awe)"     | Onfroy Cunningham Robert Soukiasyan             | Cunningham              | 2:37    |  |
| 5.  | "Bad"                    | Onfroy Cunningham Soukiasyan                    | Cunningham Soukiasyan   | 1:34    |  |
| 6.  | "Staring At The Sky"     | Onfroy Cunningham                               | Cunningham XXXTentacion | 1:25    |  |
| 7.  | "One Minute"             | Onfroy Cunningham Travis Barker Kanye West      | Cunningham              | 3:17    |  |
| 8.  | "Difference (Interlude)" | Onfroy Cunningham                               | Cunningham              | 1:16    |  |
| 9.  | "I Don't Let Go"         | Onfroy Cunningham Kevin Gomringer Tim Gomringer | Cunningham Soukiasyan   | 2:01    |  |
| 10. | "What Are You Afraid Of" | Onfroy Cunningham Soukiasyan                    | Cunningham Soukiasyan   | 2:30    |  |

## Participantes
- XXXTentacion - vocais, composição, engenharia, produção executiva, produção
- Kanye West - composição, vocais
- Travis Barker - composição, bateria
- John Cunningham - baixo, composição, bateria, engenharia, produção executiva, guitarra, mixagem, piano, produção, programação
- Kevin Gomringer - composição
- Tom Gomringer - composição
- Koen Heldens - mixagem
- Brandon Brown - assistência na mixagem
- Dave Kutch - masterização
- Kevin Peterson - assistência de masterização
- C. Nicole Simms - composição
- Robbie Soukiasyan - produção adicional, composição, engenharia, guitarra, teclados, mixagem, piano, produção